# برنامه‌ریز مالی
برنامه‌ریز مالی (انگلیسی: Financial planner) به شخصی حرفه‌ای در حوزه برنامه‌ریزی مالی اطلاق می‌شود، که طرح‌ها و پروژه‌ها را در بخش مالی، برای شرکت‌ها و افراد، تنظیم می‌کند. این برنامه‌های مالی اغلب حوزه‌هایی چون مدیریت جریان نقدی، برنامه‌ریزی بازنشستگی، مدیریت سرمایه‌گذاری، مدیریت ریسک مالی، برنامه‌ریزی بیمه، برنامه‌ریزی مالیاتی، مدیریت املاک و برنامه‌ریزی کسب و کار را پوشش می‌دهند. برنامه‌ریزی مالی باید تمام زمینه‌های نیازهای مالی مشتری را تحت پوشش قرار دهد و در نهایت به دستیابی به اهداف مشتری منجر شود.